# San Jorge y el dragón (foto)
San Jorge y el dragón es una fotografía escenificada del escritor y fotógrafo inglés Lewis Carroll (Charles Lutwidge Dodgson, 1832–1898) basada en la conocida leyenda medieval.

## Historia

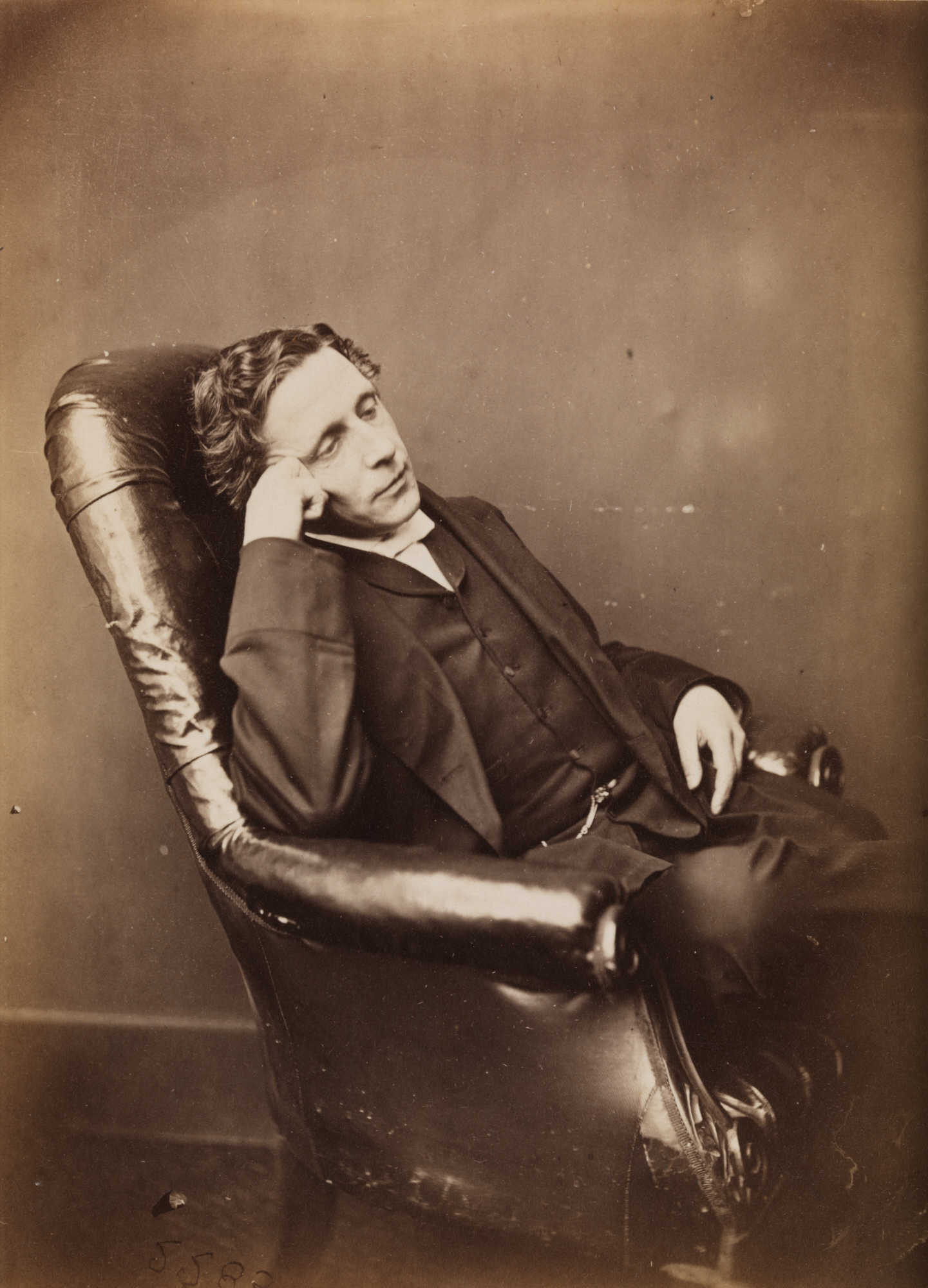
Lewis Carroll, alrededor de 1875.

En 1872, Carroll operaba un estudio fotográfico en un ático en Oxford, equipado y diseñado para poder tomar fotografías incluso en condiciones climáticas adversas. Con muchos juguetes y disfraces alquilados en el Teatro Drury Lane (aunque algunos de los trajes fueron diseñados por el propio escritor y otros fueron tomados prestados del Museo Ashmolean de Oxford), el "Pabellón de Cristal" era un paraíso para los niños. Carroll llamaba a sus pequeños amigos, a quienes usaba como modelos fotográficos, "amigos de la infancia". Algunos estudiosos creen que esta frase indicaba el tipo de relación más que la edad. En la Inglaterra victoriana, esta expresión estaba muy extendida y a veces reflejaba la naturaleza de las relaciones entre personas de diferente estatus social. Existen otras interpretaciones de este término.
La fotografía escenificada de San Jorge y el dragón fue tomada el 26 de junio de 1875 (según otras fuentes, también hay una datación de "alrededor de 1874").  Se sabe que el positivo fotográfico fue incluido en uno de los álbumes personales del escritor, el Álbum III, identificador de la fotografía/negativo: Z-PH-LCA-III.108. El número de página del álbum es 108. Firmado: Dodgson, Charles Lutwidge. Título de la foto en el álbum: St. George & the Dragon. Técnica: revelado al colodión utilizando papel fotográfico de albúmina. 
Todos los retratos de niños creados por Carroll fueron distribuidos a las familias de los modelos, según su testamento. Las fotografías de Carroll quedaron así dispersas y olvidadas. En 1945, el coleccionista, historiador y fotógrafo Helmut Gernsheim se interesó por la fotografía victoriana. En aquella época no existía literatura especializada sobre este tema. Un anticuario y librero de Londres le ofreció a Gernsheim un álbum de fotografías infantiles (afirmó que las fotografías fueron "extraídas de una pila de libros en el sótano"), supuestamente de Lewis Carroll. No había ninguna prueba de ello, pero Gernsheim, en el Museo Británico, comparó las firmas de las fotografías con los famosos autógrafos de Carroll y se convenció de que en efecto pertenecían al escritor.
El positivo más famoso de San Jorge y el dragón se encuentra en la colección del Museo Metropolitano de Arte de Nueva York.  El tamaño de la fotografía en la colección del MoMa es de 11,7 x 16 centímetros. En una subasta en Sotheby's el 17 de junio de 1981, el positivo (lote 378) fue adquirido por la Gilman Paper Company Collection (Nueva York). El Museo Metropolitano de Arte se lo compró en 2005. En la foto, en la esquina superior derecha, aparece la inscripción "303 (incorporada en un óvalo) 2316".
Desde 1985, la fotografía ha visitado diversas exposiciones temporales en museos de Estados Unidos, Canadá y Francia. Otro positivo se encuentra actualmente en la colección del Museo de Victoria y Alberto (South Kensington, Londres, Reino Unido) y fue donado por una tal Noelene Grant. Tiene el número de inventario E. 145–2009 y forma parte de la Colección de Grabados, Dibujos y Pinturas. Su tamaño es de 9,8 x 14 centímetros. La tercera copia de esta fotografía es propiedad de Museo J. Paul Getty (12,2 x 16,2 centímetros) y, antes de que el museo la adquiriera, estaba en la colección Sam Wagstaff.

## Modelos de la fotografía
- Alexandra Rhoda Kitchin (apodada "Xie", 1864-1925) fue amiga de la infancia de Lewis Carroll. Alexandra Kitchin, una niña hermosa y fotogénica, fue la musa y modelo de Carroll desde 1868. Carroll la fotografió con más frecuencia que a cualquiera de sus otras modelos, a veces vistiendo trajes exóticos. En la foto "San Jorge y el dragón", interpreta a la princesa, ataviada con un vestido blanco y una corona de papel. Alexandra Kitchin era hija del reverendo George Kitchin (1827-1912), quien fue colega de Carroll en Christ Church, Oxford, y más tarde sirvió como decano de la catedral de Winchester y más tarde de Durham.[2] Su madrina fue Alejandra de Dinamarca, la futura esposa de Eduardo VII, rey de Gran Bretaña e Irlanda, que era amiga de la infancia de su madre. En 1890, Alexandra se casó con Arthur Cardew, un funcionario y músico aficionado. Tuvieron seis hijos. A diferencia de Alice Liddell, Isa Bowman y otras amigas de Carroll, Xie nunca publicó sus recuerdos de Carroll.[4]

También en la foto aparecen sus tres hermanos menores:
- George Herbert (1870-1951), que interpreta el papel de un guerrero muerto, caído en el enfrentamiento con el monstruo, que no aparece en la leyenda medieval. Más tarde se convirtió en un prolífico arquitecto provincial, trabajando en Hampshire, y también fue botánico y jardinero.
- Hugh Bridge (1867-1945), interpretando el papel del dragón, cubierto con una piel de leopardo.
- Brooke Taylor (1869-1940), quien interpreta el papel de San Jorge en la fotografía, con casco y escudo de cartón, sobre un caballito balancín. Al igual que su hermano mayor, se hizo arquitecto.

Alexandra también tenía una hermana menor, Dorothy Maud, que no aparece en la fotografía. 
Dodgson fotografió a Alexandra Kitchin más de cincuenta veces, desde los 4 hasta los 16 años.  Los expertos suelen denominar estas fotografías como fotos "Xie". Existe una leyenda que dice que Carroll una vez hizo la pregunta: "¿Cómo lograr la perfección en la fotografía?", y luego la respondió él mismo: "Pon a Xie delante del objetivo". En una carta fechada el 16 de junio de 1880, el escritor mantiene un diálogo similar consigo mismo.

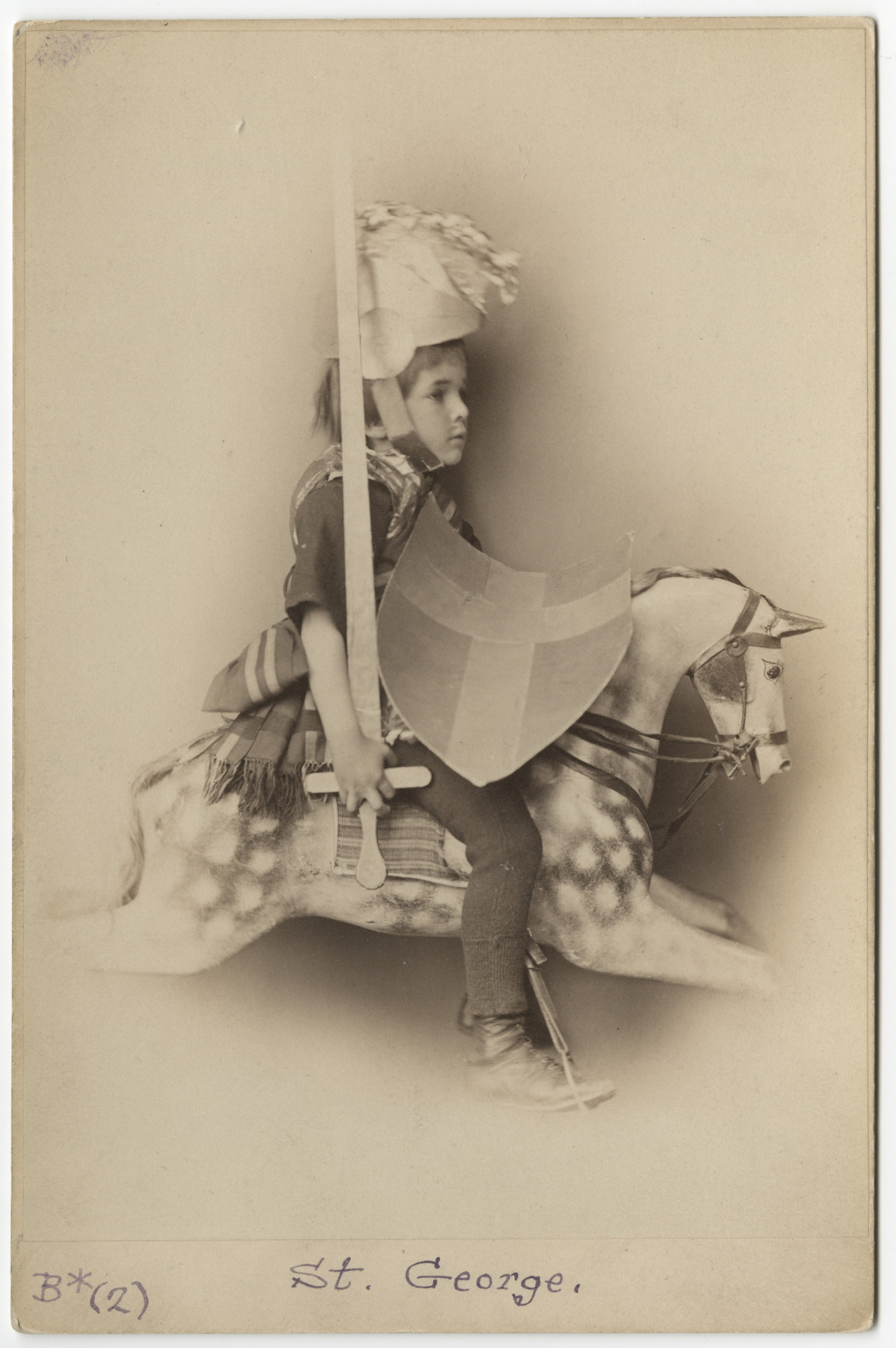
San Jorge (Brooke Taylor Kitchin), alrededor de 1874.
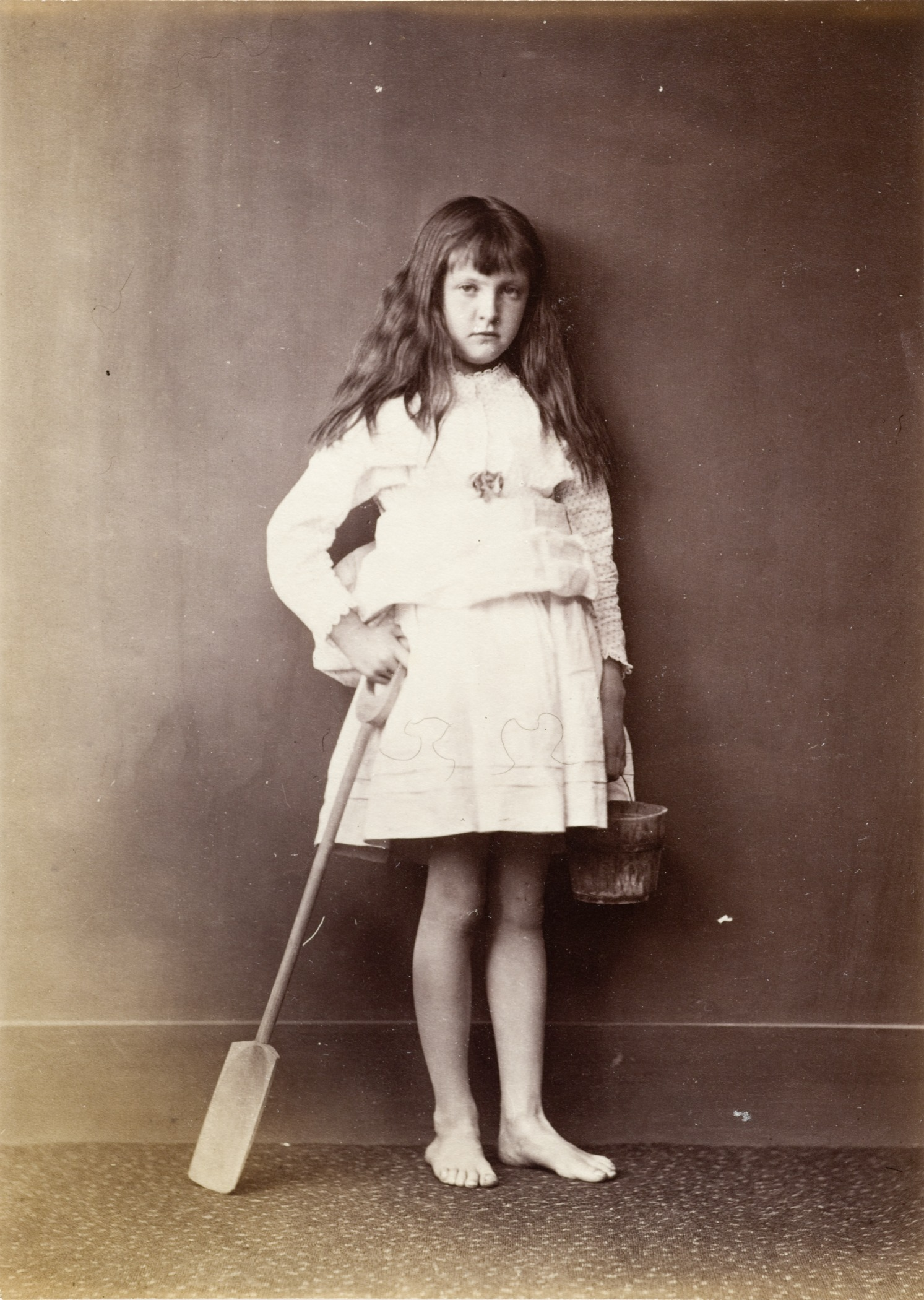
Alexandra Rhoda Kitchin con una pala y un cubo, alrededor de 1873.
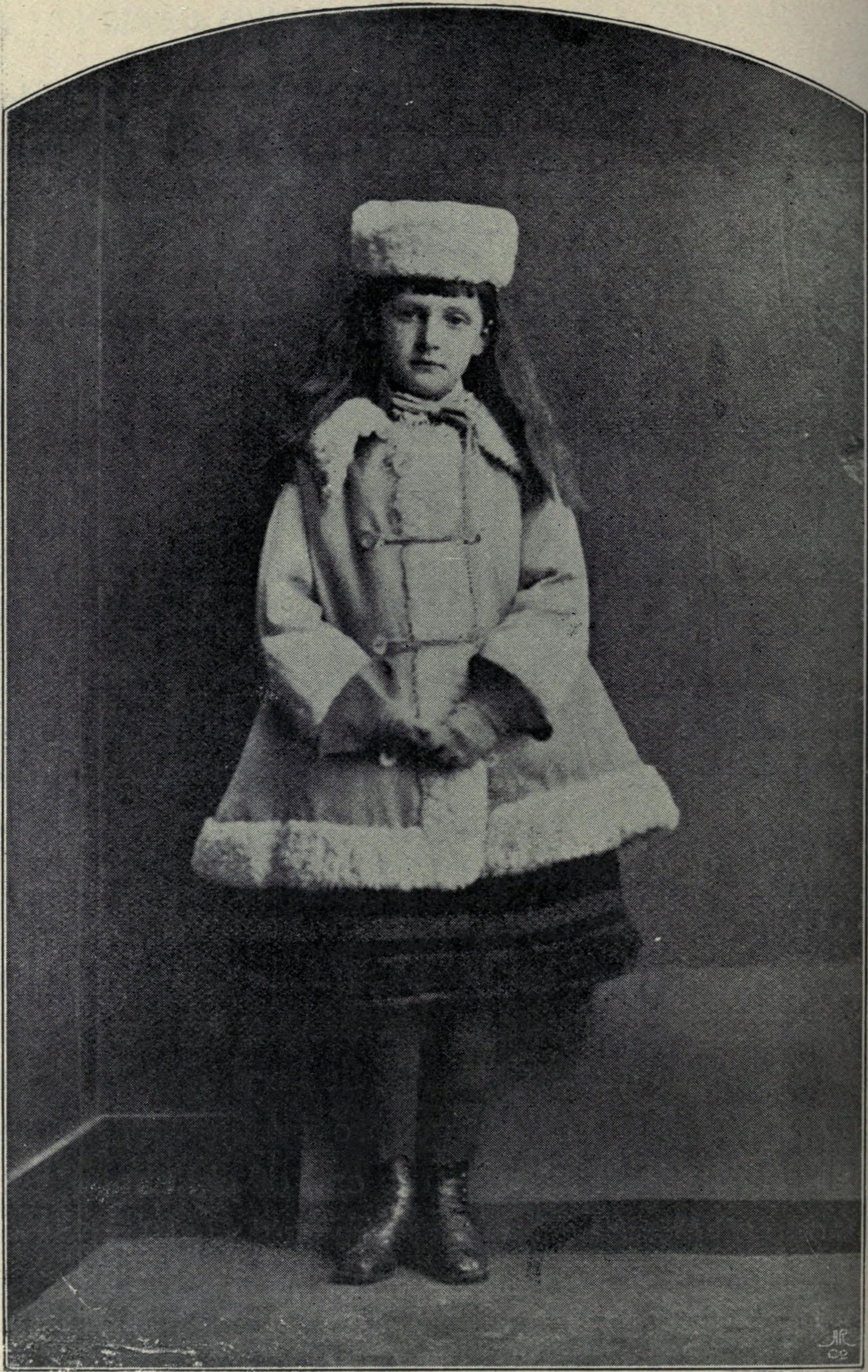
Alexandra Rhoda Kitchin, alrededor de 1873.
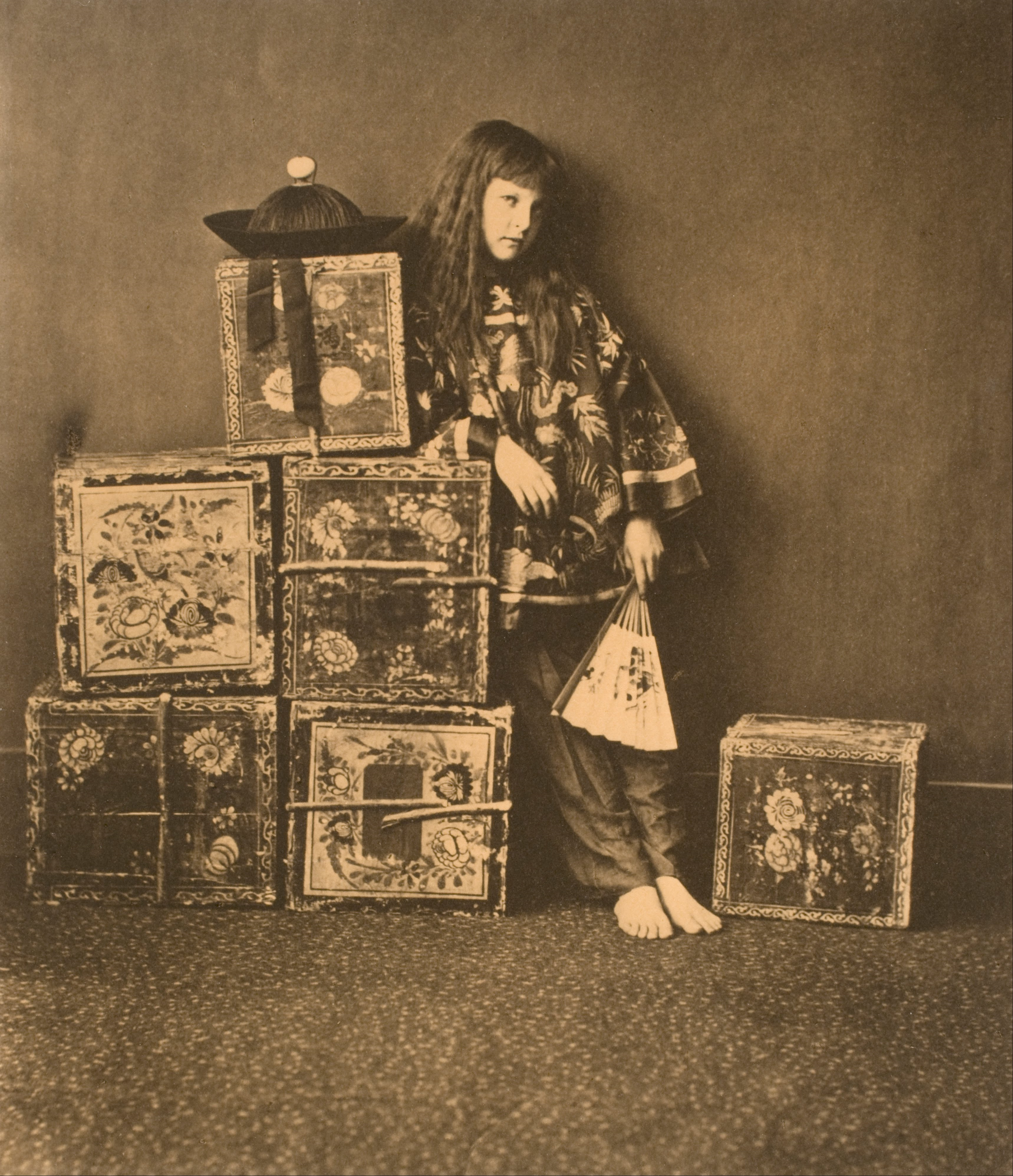
Alexandra Rhoda Kitchin como comerciante de té chino, 1873.
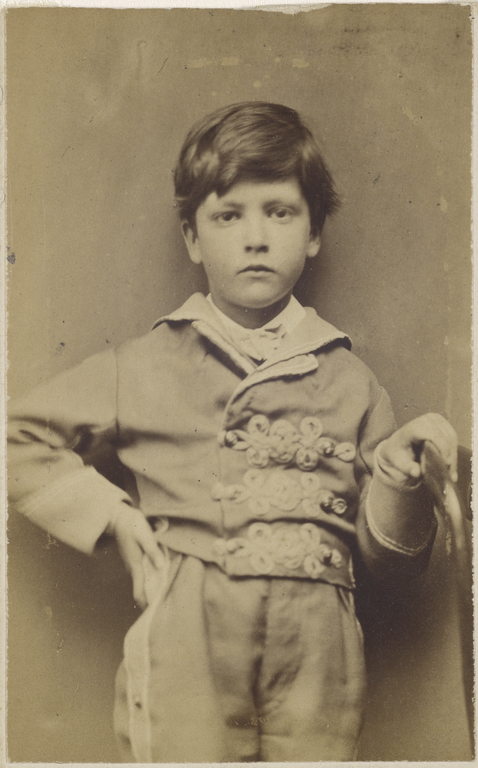
George Herbert Kitchin, 1873.
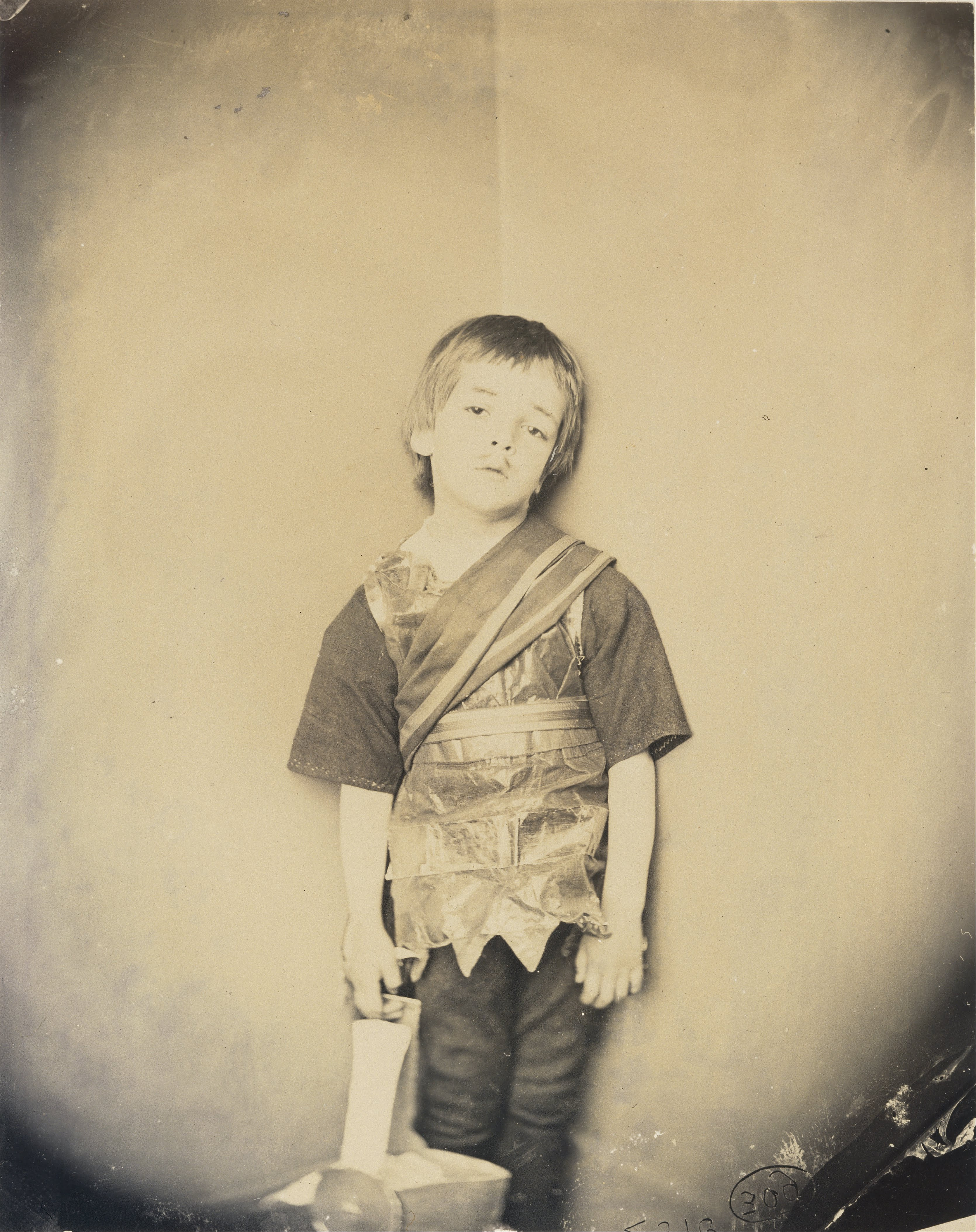
Brooke Taylor Kitchin como Aquiles en su tienda, 26 de junio de 1875.

## Trasfondo
La leyenda de San Jorge y el dragón ganó fama en Europa Occidental como parte de la Leyenda Dorada, obra del cronista Jacobo de Vorágine: una colección de leyendas cristianas y vidas de santos, escrita alrededor de 1260. Fue uno de los libros más populares de finales de la Edad Media; Entre los siglos XIV y XVI ocupó el segundo lugar en popularidad, después de la Biblia.
La leyenda encontró su reflejo en los textos de los servicios religiosos, donde se conservó hasta la reforma llevada a cabo por el papa Clemente VII, cuando las oraciones mencionando la batalla de San Jorge con el dragón aparecía en los misales y otros libros eclesiásticos aunque en su biografía el énfasis no estaba en la lucha contra el monstruo mítico, sino en su papel como mártir de la fe.

## Características
La obra de Carroll estuvo influenciada por el pictorialismo de moda en la Inglaterra victoriana. El escritor conocía bien este movimiento y mantenía correspondencia con los representantes más destacados del movimiento en ese momento: Oscar Gustav Rejlander, Lady Clementina Hawarden, Henry Peach Robinson.
La crítica de arte moderno Andrea DenHoed afirma en Lewis Carroll's Portraiture:
"Sus modelos a menudo simulan ser personajes exóticos o representan escenas míticas... el entorno escenográfico y los bordes del fondo son a menudo visibles, y los niños son claramente rostros tranquilos, expresivos y sinceros. La fotografía de los hermanos Kitchin, hijos de uno de los colegas de Dogson, representando la historia de San Jorge y el dragón, demuestra abiertamente técnicas fotográficas y enfatiza la naturaleza teatral de la escena. Unos cuantos accesorios y utilería son suficientes para crear todo un mundo alternativo. Otra fotografía tomada el mismo día, muestra a Brook Kitchin, en el papel de San Jorge, sentado hoscamente en un rincón con traje y bigote pintado. Dogson luego llamó a esa fotografía "Aquiles en su tienda", enfatizando la escala heroica del papel del niño y su estado de ánimo sombrío".
También se ha conservado una fotografía de Brook Taylor Kitchin como San Jorge, que data del mismo período. Mide 16,4 x 10,7 centímetros y se encuentra en la colección del Centro Harry Ransom de la Universidad de Texas en Austin.  
Los críticos de arte moderno ven en las fotografías de niños de Carroll una imagen del niño como "una criatura ideal, desconocida para las ansiedades e imperfecciones del mundo adulto, y portadora de ideales perdidos por los adultos". Cabe señalar también que la espada (y no la lanza, como es habitual en tales imágenes) de San Jorge por alguna razón desconocida, está apuntando a la niña, no al "dragón". El fotógrafo retrata a los niños como adultos, creando una escena aparentemente inocente, pero el hombre moderno encuentra ambigüedades en la fotografía.

## La fotografía en la cultura moderna
La serie Dreamchild (2003) de la fotógrafa australiana de origen griego Polixeni Papapetrou consiste en adaptaciones fotográficas de fotografías famosas de Lewis Carroll. Entre ellas se encuentra una fotografía de la hija de Papapetrou, Olimpia, interpretando el papel de San Jorge, que es en color y no en blanco y negro como el original de Carroll.